# Fernand Le Quesne
Fernand Le Quesne (Parigi, 28 agosto 1856 – Pau, 1932) è stato un pittore francese.

## Biografia
Fernand Le Quesne nacque il 28 agosto del 1856 ed era il figlio dello scultore parigino Eugène-Louis Lequesne. Egli si formò presso gli artisti accademici Henri Gervex e Albert Maignan. Dipinse per lo più dei quadri allegorici (per esempio, un'allegoria della pubblicità) o mitologici nei quali il nudo femminile occupa un posto importante. Nel 1889 ricevette una menzione onorevole al Salone grazie al suo quadro Les Deux perles ("Le due perle"), un'opera che ritrae due donne che sono emerse da due conchiglie giganti su una spiaggia.
Al Salone del 1890 egli espose La Légende du Kerdeck ("La leggenda di Kerdeck"), un quadro che si ispira al folclore bretone, accompagnato da una poesia di Jean-Louis Dubut de Laforest. Come nel mito di Ila rapito dalle ninfe, in quest'opera un suonatore di biniou (un tipo di cornamusa bretone) viene attirato verso il mare da un gruppo di ninfe marine che vogliono farlo annegare, anche se il pittore lo ritrasse con una bombarda tra le mani, e non un biniou. Queste figure sono un'unione tra le sirene e le lavandaie della notte, degli spettri presenti in alcune leggende celtiche.
Sposatosi con Berthe Lafosse, nel 1892 ebbe una figlia, Geneviève, divenuta Geneviève Tabouis dopo il matrimonio con Robert Tabouis, che sarebbe diventata una giornalista. Secondo alcune fonti sarebbe morto nel 1932.

## Galleria d'immagini

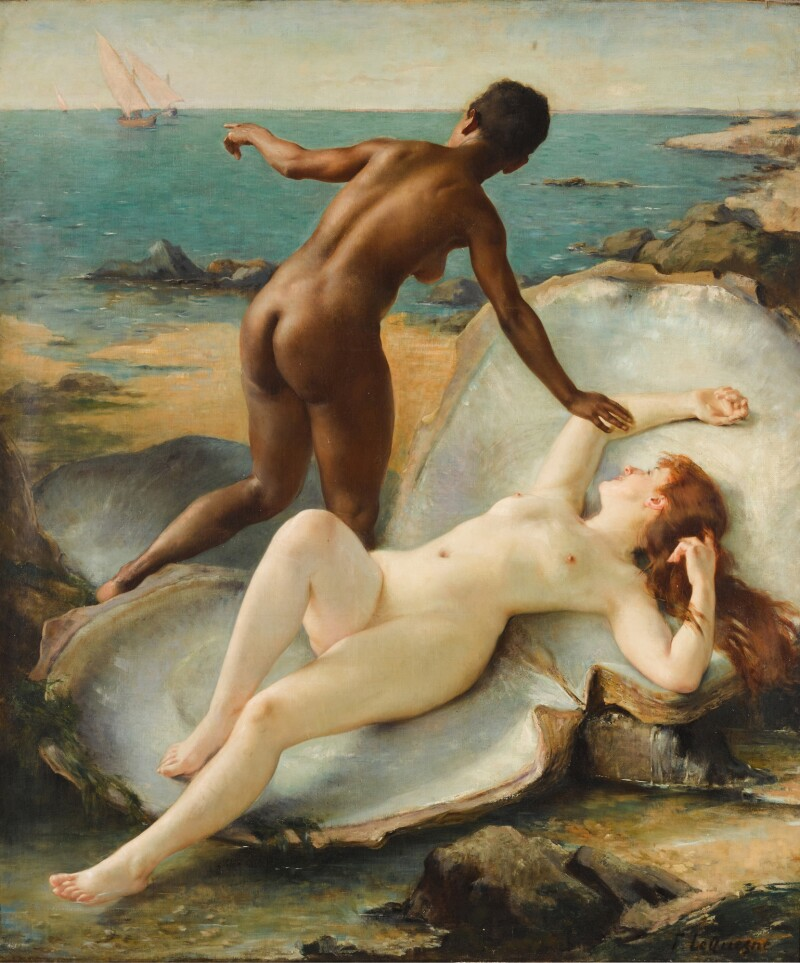
Les Deux perles, 1889
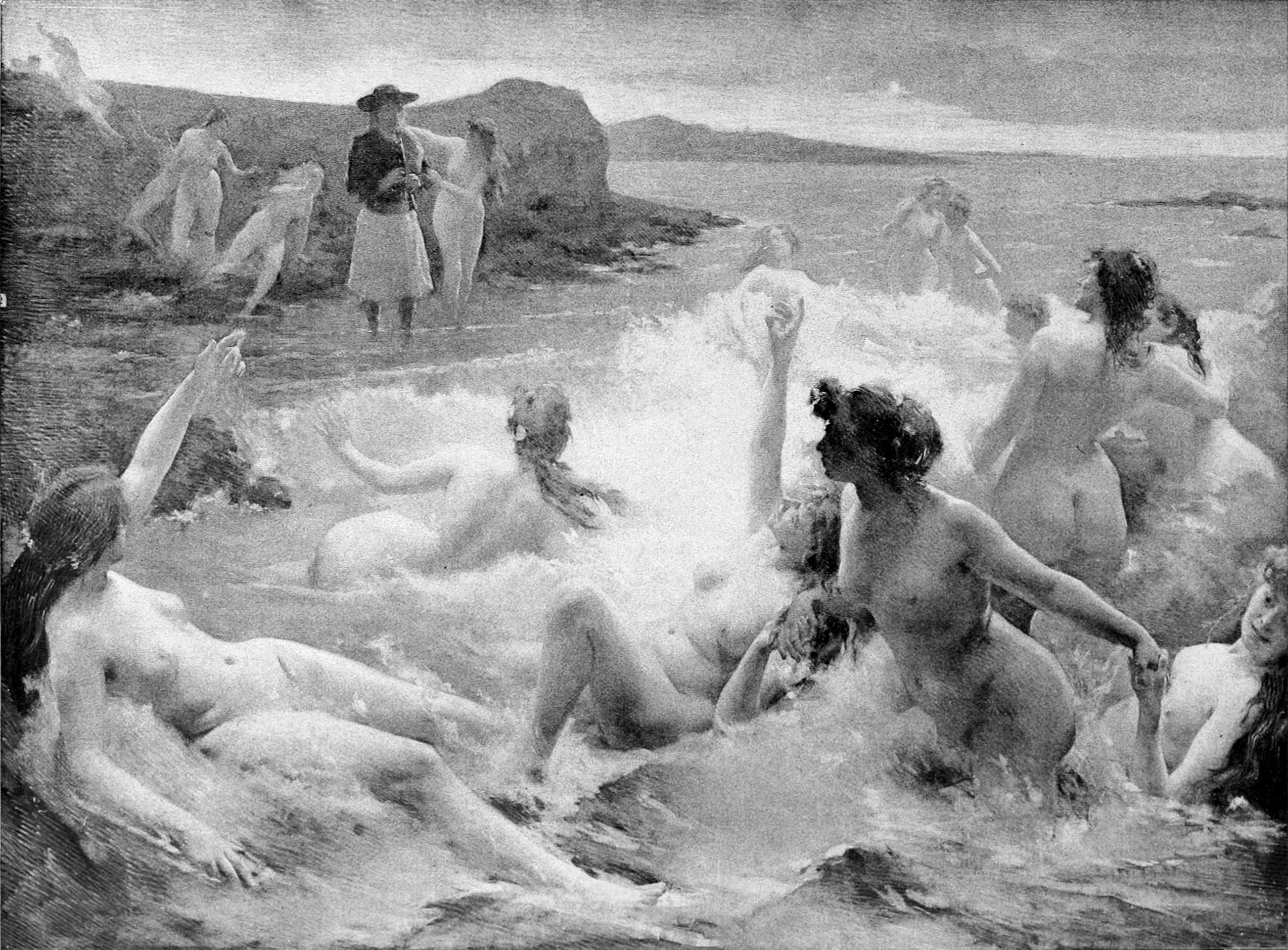
La Légende du Kerdeck, 1890
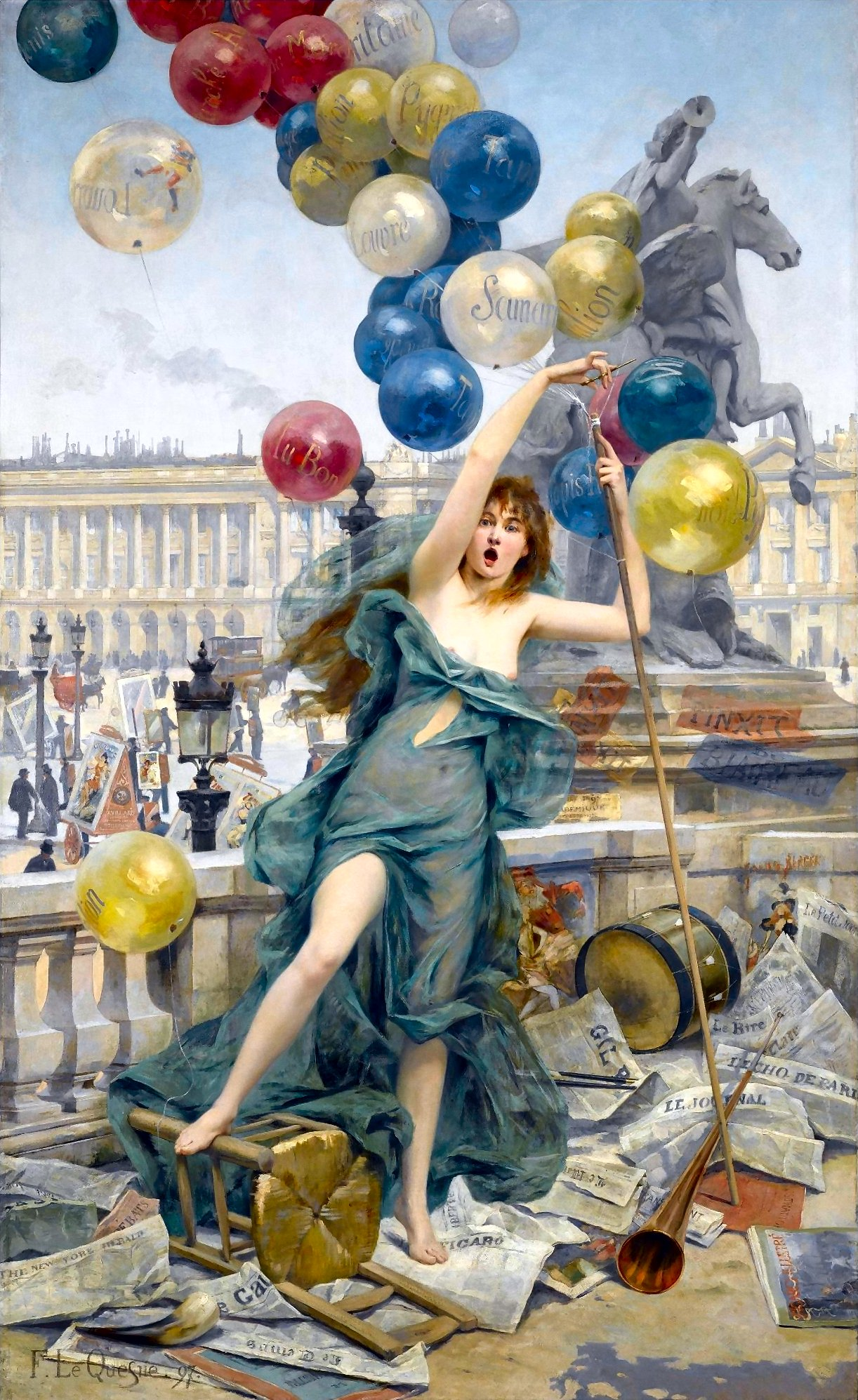
Allégorie de la publicité, 1897